# Римська туба

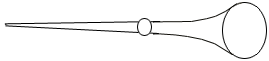
Римська туба

Римська ту́ба (лат. tuba — «труба») — духовий інструмент, поширений у Римські імперії. Інструмент мав довжину близько 1,2 метра. Від інших духових інструментів корну та буцини відрізнявся своєю прямолінійною формою.
Римську тубу виготовляли з бронзи, вона мала циліндричну форму і завершувалася розтрубом. Для гри використовувався мундштук з кістки. Музиканти, що грали на тубі, називалися тубіценами (tubicinēs, однина — tubicen).
Римська туба використовувався у римській армії як сигнальний інструмент тубіценів поряд з буциною (див. буцинатор), корну, та у різних церемоніях.